# Bataille de Litana Sylva
 (juillet 2025).
Si vous disposez d'ouvrages ou d'articles de référence ou si vous connaissez des sites web de qualité traitant du thème abordé ici, merci de compléter l'article en donnant les références utiles à sa vérifiabilité et en les liant à la section « Notes et références ».
La bataille de Litana Sylva est une victoire des Gaulois boïens sur les Romains, en 216 av. J.-C.
Litana Sylva est une forêt de l’Italie ancienne, dans la Gaule cispadane, sur les confins de la Ligurie et de l’Étrurie, non loin de Forum Cornelii (aujourd’hui Imola). Son lieu exact est inconnu.